# Dream On (chanson de Depeche Mode)
Pour les articles homonymes, voir Dream On.
Singles de Depeche Mode
Only When I Lose Myself
(1998) I Feel Loved
(2001)
Pistes de Exciter
Shine
(2)
Dream On est le trente-sixième single de Depeche Mode, sorti le 23 avril 2001 en Europe et le lendemain aux États-Unis. C'est le premier extrait de l'album Exciter.
Dream On est une chanson aux allures électroniques mais aussi acoustiques avec la présence d'une guitare acoustique. Le tout est assez posé tandis que les paroles ont été mixées comme si la chanson était jouée en live, la voix de Dave Gahan sonne pure et vraie. Ce single annonce bien la couleur du nouvel album Exciter qui fait place à des sonorités plus calmes. 
La version single commence avec le riff de guitare, tandis que la version album commence avec Gahan chantant Can you feel a little love? juste avant un beat électronique minimaliste et synthétique qui lance la chanson. 
La Face B est l'instrumental Easy Tiger. Cette version est complète avec une intro et une fin plus longues par rapport à la version présente sur Exciter.
Le clip de  Dream On a été réalisé par Stéphane Sednaouiet a été tourné sur la Route 66. Titre d'une chanson de Bobby Troup reprise sur le single Behind the Wheel en 1987.
Le groupe a joué Dream On le 26 juin 2001 au Late Show with David Letterman. Le titre est joué durant toute la durée de l'Exciter Tour mais n'a plus été rejoué depuis (à l'exception de la tournée Paper Monsters de Dave Gahan en 2003).
Dream On est présent sur la compilation The Best of Depeche Mode Volume 1 sortie en 2006.

## Liste des titres
| 12"Mute / 12Bong30 (R-U) 1. Dream On (Bushwacka Tough Guy Mix) (6:08) 2. Dream On (Dave Clarke Club Mix) (5:14) 3. Dream On (Bushwacka Blunt Mix) (5:24) CDMute / CDBong30 (R-U) 1. Dream On (3:42) 2. Easy Tiger (Full Version) (4:57) 3. Easy Tiger (Bertrand Burgalat & A.S. Dragon Version) (4:52) CDMute / LCDBong30 (R-U) 1. Dream On (Bushwacka Tough Guy Mix) (5:22) 2. Dream On (Dave Clarke Acoustic Version) (4:24) 3. Dream On (Octagon Man Mix) (5:24) 4. Dream On (Kid 606 Mix)"(4:44) - Le Bushwacka Tough Guy Mix est une version éditée propre au CD. CDMute / CDBong30X (EU) 1. Dream On (3:39) 2. Easy Tiger (Full Version) (4:57) 3. Easy Tiger (Bertrand Burgalat & A.S. Dragon Version) (4:52) 4. Dream On (Bushwacka Tough Guy Mix) (6:08) 5. Dream On (Dave Clarke Acoustic Version) (4:24) 6. Dream On (Octagon Man Mix) (5:24) 7. Dream On (Kid 606 Mix) (4:45) 8. Dream On (Dave Clarke Club Mix) (5:13) 9. Dream On (Bushwacka Blunt Mix) (6:48) - Ce CD est la version ressortie en 2004. Promo 12"Mute / P12Bong30 (R-U) 1. Dream On (Bushwacka Tough Guy Mix) (6:08) 2. Dream On (Bushwacka Tough Guy Dub) (6:08) Promo 12"Mute / PL12Bong30 (R-U) 1. Dream On (Dave Clarke Club Mix) (5:13) 2. Dream On (Bushwacka Blunt Mix) (6:50) Promo 12"Mute / PXL12Bong30 (R-U) 1. Dream On (Octagon Man Mix) (5:24) 2. Dream On (Octagon Man Dub Mix) (7:02) 3. Dream On (Dave Clarke Acoustic Version) (4:24) 4. Dream On (Kid 606 Mix) (4:44) Radio Promo CD"Mute / RCDBong30 (R-U) 1. Dream On (Single Version) (3:41) 2. Dream On (Bushwacka Tough Guy Edit) (4:39) 2x12"Reprise / 9 44982-0 (États-Unis) 1. Dream On (Bushwacka Tough Guy Mix) (6:08) 2. Dream On (Dave Clarke Acoustic Version) (4:24) 3. Dream On (Dave Clarke Club Mix) (5:13) 4. Dream On (Kid 606 Mix) (4:45) 5. Dream On (Bushwacka Blunt Mix) (6:48) 6. Dream On (Octagon Man Mix) (5:24) 7. Dream On (Bushwacka Tough Guy Dub) (6:08) 8. Easy Tiger (Bertrand Burgalat & A.S. Dragon Version) (4:52) CDReprise / 2-44982 (États-Unis) 1. Dream On (3:39) 2. Easy Tiger (Bertrand Burgalat & A.S. Dragon Version) (4:52) 3. Dream On (Bushwacka Tough Guy Mix) (6:08) 4. Dream On (Bushwacka Blunt Mix) (6:47) 5. Dream On (Dave Clarke Club Mix) (5:13) | Promo 2x12"Reprise / PRO-A-100562 (États-Unis) 1. Dream On (Morel's Pink Noise Club Mix) (7:38) 2. Dream On (Dave Clarke Club Mix) (5:13) 3. Dream On (Bushwacka Tough Guy Mix) (6:08) 4. Dream On (Dave Clarke Acoustic Version) (4:24) 5. Dream On (Morel's Pink Noise Dub) (6:59) 6. Dream On (Bushwacka Tough Guy Dub) (6:08) 7. Dream On (Bushwacka Blunt Mix) (6:48) 8. Dream On (Kid 606 Mix) (4:45) Promo CDReprise / PRO-CDR-100670 (États-Unis) 1. Dream On (Morel's Pink Nose Radio Edit) (3:33) 2. Dream On (Morel's Pain is Waiting Mix) (4:56) 3. Dream On (Morel's Pink Noise Club Mix) (7:43) 4. Dream On (Morel's Pink Noise Dub) (7:00) 5. Dream On (The BRAT Mix) (8:28) 6. Dream On(Dave Clarke Acoustic Version) (4:23) MP3DJ Tools Instruments 1. Acoustic Guitar 1 (0:04) 2. Acoustic Guitar 2 (0:04) 3. Acoustic Guitar 3 (0:04) 4. Acoustic Guitar (Break Riff) (0:04) 5. Acoustic Guitar (End Riff) (0:24) 6. Bass (Analogue Boom 1) (0:04) 7. Bass (Analogue Boom 2) (0:04) 8. Bass (Electro) (0:04) 9. Dream Melody 1 (0:04) 10. Dream Melody 2 (0:04) 11. Electro Bleep 1 (0:04) 12. Electro Bleep 2 (0:04) Percussion 1. Clicks 1 (0:04) 2. Clicks 2 (0:04) 3. Clicks 3 (0:04) 4. Clicks 4 (0:04) 5. Clicks 5 (0:04) 6. Guitar Beats 1 (0:04) 7. Guitar Beats 2 (0:04) 8. Guitar Beats 3 (0:04) 9. Guitar Beats 4 (0:04) 10. Guitar Beats 5 (0:04) 11. Guitar Beats 6 (0:04) 12. Guitar Beats 7 (0:04) 13. Phased Beats" (0:07) 14. Squelch Beats (0:04) Vocals 1. Backing Chorus 1 (Can you feel a little love) (0:08) 2. Backing Chorus 2 (Can you feel a little love) (0:08) 3. Backing Chorus Hi Octave 1 (Can you feel a little love)"(0:05) 4. Backing Chorus Hi Octave 2 (Dream On) (0:05) 5. Lead Chorus 1 (Can you feel a little love) (0:07) 6. Lead Chorus 2 (Dream On) (0:05) 7. Lead Verse 1A (As your lonely fingers) (0:09) 8. Lead Verse 1B (Hey you pale and sickly child) (0:07) 9. Lead Verse 1C (Paying debt to karma) (0:09) 10. Lead Verse 2A (There's no time for hesitating) (0:09) 11. Lead Verse 2B (Unwanted, uninvited kin) (0:09) 12. Lead Verse 2C (Feel the fever coming) (0:09) 13. Lead Verse 3A (Blame it on your karmic curse) (0:07) 14. Lead Verse 3B (It sucks you in, it drags you down) (0:09) 15. Lead Verse 3C (Paying dept to karma) (0:09) 16. Vox Noise - Amp Echo (0:07) 17. Vox Noise - Mmm 1 (0:04) 18. Vox Noise - Mmm 2 (0:04) 19. Vox Noise - Mmm 3 (0:04) 20. Vox Noise - Mmm 4 (0:04) |

- Toutes les chansons sont des compositions de Martin L. Gore.

## Classement hebdomadaire
| Classement (2001)                       | Meilleure position |
| --------------------------------------- | ------------------ |
| Allemagne (Media Control AG)            | 1                  |
| Autriche (Ö3 Austria Top 40)            | 9                  |
| Belgique (Flandre Ultratop 50 Singles)  | 31                 |
| Belgique (Wallonie Ultratop 50 Singles) | 10                 |
| Canada (Nielsen SoundScan)              | 2                  |
| Danemark (Tracklisten)                  | 1                  |
| États-Unis (Hot 100)                    | 85                 |
| États-Unis (Alternative Songs)          | 12                 |
| États-Unis (Dance Club Songs)           | 1                  |
| États-Unis (Adult Pop Songs)            | 15                 |
| Espagne (AFYVE)                         | 1                  |
| Finlande (Suomen virallinen lista)      | 3                  |
| France (SNEP)                           | 12                 |
| Irlande (IRMA)                          | 24                 |
| Italie (FIMI)                           | 1                  |
| Norvège (VG-lista)                      | 7                  |
| Pays-Bas (Single Top 100)               | 47                 |
| Royaume-Uni (UK Singles Chart)          | 6                  |
| Suède (Sverigetopplistan)               | 4                  |
| Suisse (Schweizer Hitparade)            | 13                 |

## Reprises
- "Dream On" a été reprise par Scala & Kolacny Brothers sur leur album éponyme.

## Liens
- Informations à propos du single sur le site officiel de Depeche Mode